# Raffinerie Moosbierbaum
Koordinaten: 48° 18′ 57,5″ N, 15° 54′ 47,9″ O
Die Raffinerie Moosbierbaum, bis 1945 überwiegend als Hydrierwerk Moosbierbaum bezeichnet, war ein chemischer Industriebetrieb in Moosbierbaum in der Gemeinde Atzenbrugg in Niederösterreich (Bezirk Tulln).

## Geschichte
Kurz nach Beginn des Zweiten Weltkriegs begann die Donau Chemie als Tochterunternehmen der IG Farben auf dem Areal der ehemaligen Pulverfabrik Skodawerke-Wetzler in Moosbierbaum im Jahr 1939 mit dem Bau eines Hydrierwerks zur Herstellung von Flugbenzin. Verarbeitet wurden ab 1941 hauptsächlich Straight-run-Naphtha und minderwertige Erdölrückstände. Als Nebenprodukte fielen unter anderem Heiz- und Treibgase an. Die Rohstoffanlieferung erfolgte von den Erdölfeldern um Zistersdorf (Niederösterreich) und überwiegend auf dem Donau-Binnenwasserweg von Ploiești (Rumänien).
Das stark schwefelhaltige Rohöl musste hydriert werden, um Olefine und Schwefel zu entfernen. Dies erfolgte durch ein in den Leunawerken entwickeltes katalytisches Reforming, das unter dem Namen Hydroforming-Verfahren, kurz HF-Verfahren, in Moosbierbaum zum Einsatz kam. Unter Lizenz der IG Farben wurde das Verfahren in den USA von der Standard Oil of New Jersey erstmals Ende der 1930er-Jahre erprobt. Das heißt, Hydroforming ist eine US-amerikanische Bezeichnung für eine in Deutschland erfundene Technik, identisch dem DHD-Verfahren.
In unmittelbarer Nähe zu dem Hydrierwerk entstanden eine Schwefelsäureanlage (1939), eine Sulfierungsanlage (1943) und eine Erdölraffinerie (1943). Letztere trug den Namen Donau-Raffinerie, kurz Dora. In diesen Teilbetrieben arbeiteten zu dieser Zeit 6.000 bis 8.000 Menschen, darunter eine große Anzahl von Zwangsarbeitern. Auch Strafgefangene aus dem Zuchthaus Stein waren hier beschäftigt. Politische Häftlinge, die bereits Erfahrung mit organisierter Tätigkeit in der Illegalität hatten, gründeten im Hydrierwerk Moosbierbaum im Jahr 1944 die Widerstandsgruppe Österreichische Freiheitsfront (ÖFF). Neben Sabotage im Werk und Propaganda, in der Missstände angeprangert wurden, strebte die ÖFF ab Herbst 1944 die Beseitigung der NS-Herrschaft und die Errichtung eines demokratischen Österreichs an.
Gegen Ende des Krieges wurde der Industriekomplex bombardiert. Allein am 1. Februar 1945 gingen 1.200 Bomben auf die Anlagen und die unmittelbare Umgebung nieder. Durch den Schutz der Flak konnte das Werk jedoch bis zu Kriegsende, wenn auch eingeschränkt, arbeiten. Danach wurde das Hydrierwerk im Auftrag der sowjetischen Besatzungsmacht in Österreich von lokal rekrutierten Zwangsarbeitern vollständig demontiert. Die Raffinerie ging eingeschränkt wieder in Betrieb, destilliert wurde hier erneut Erdöl aus Zistersdorf, das als Reparationsleistung in die Sowjetunion geliefert wurde. Nach dem österreichischen Staatsvertrag übernahm die OMV AG die Raffinerie.
Der Neubau der Raffinerie Schwechat bedeutete schließlich das Ende des Industriekomplexes in Moosbierbaum. Im Jahr 1958 fiel das Gelände, das nur mehr aus Ruinen bestand, an den ursprünglichen Eigentümer, die Donau Chemie, zurück. Deren Unternehmensleitung entschied, verschiedene Anlagen in Pischelsdorf weiter auszubauen. Brachliegende Flächen der ehemaligen Anlagen in Moosbierbaum wurden zum Teil an das Kraftwerk Dürnrohr verkauft. Auf dem restlichen Gelände entstand im Jahr 2000 ein Golfplatz.
Befestigte Splitterschutzgräben, Teile industrieller Anlagen, Fundamente und wenige intakte Gebäude der einstigen Anlagen sind heute noch zu sehen. Insider kennen Keller und Bauwerke, in denen heute noch Filter von Atemschutzmasken, die bei Bombenangriffen von Bediensteten getragen wurden, zu finden sind. Auch Lieferscheine aus den Jahren des Zweiten Weltkrieges, z. B. der Firma Siemens existieren noch. Für Interessierte ist es jedoch wichtig, dass solche Funde an ihren Fundorten bleiben und nicht fortgetragen werden. In Foren findet man einiges über das damalige Werk und kann sich mit Geschichtsinteressierten und Fachleuten austauschen. Das Heimatmuseum Zwentendorf bietet Hintergrundinformationen. Ein großer Teil des ehemaligen Südwerkes stellt heute die Altlast N64 (Industriegelände Moosbierbaum – Teilfläche Nord) des Umweltbundesamtes dar, darunter Kanalsysteme, geflutet mit Rohölprodukten. Das Gelände ist zum Teil schwer verunreinigt und durch Kohlenwasserstoffe sowie Kampfmittel belastet.

## Galerie

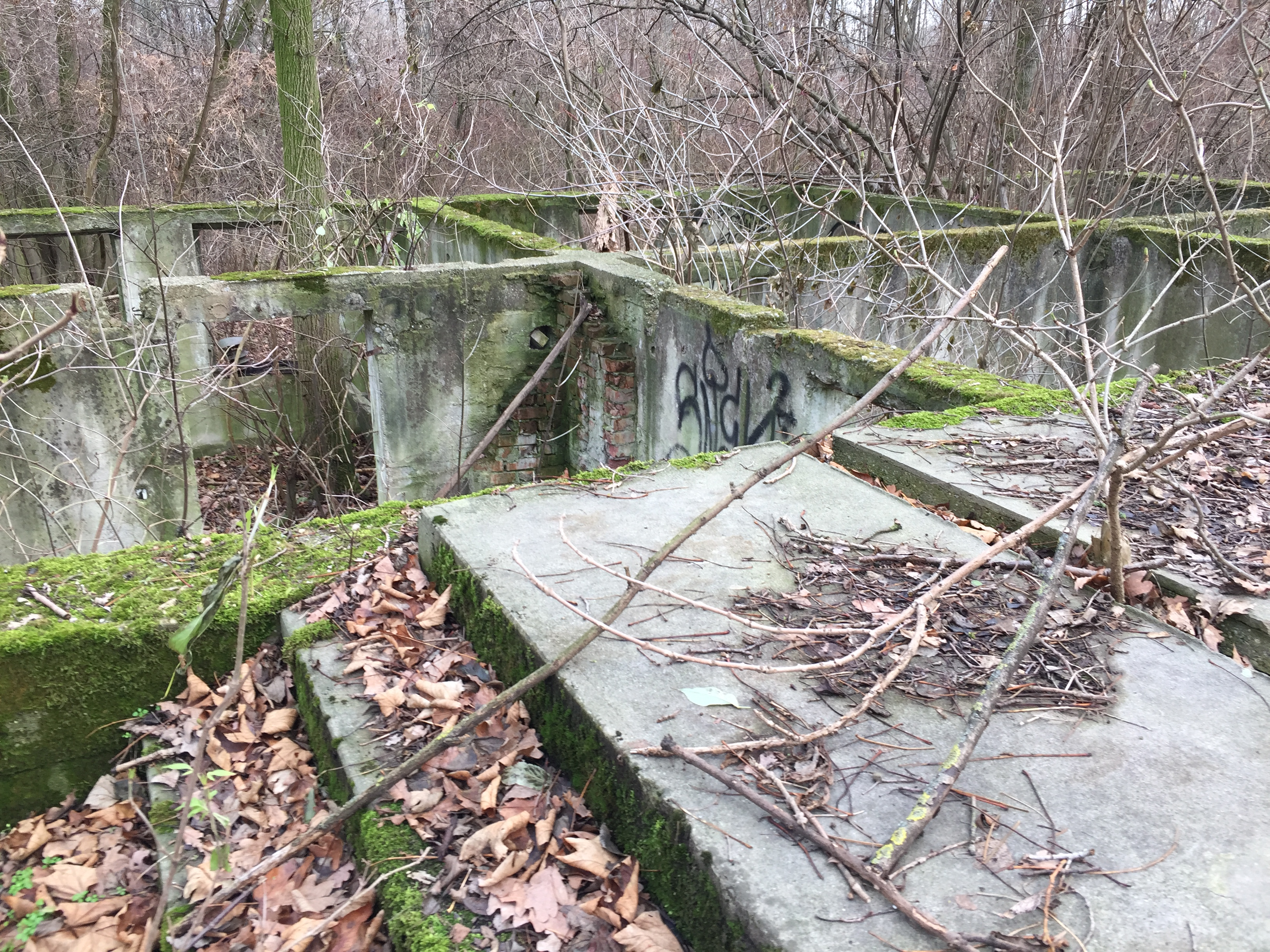
Kellerunterbau
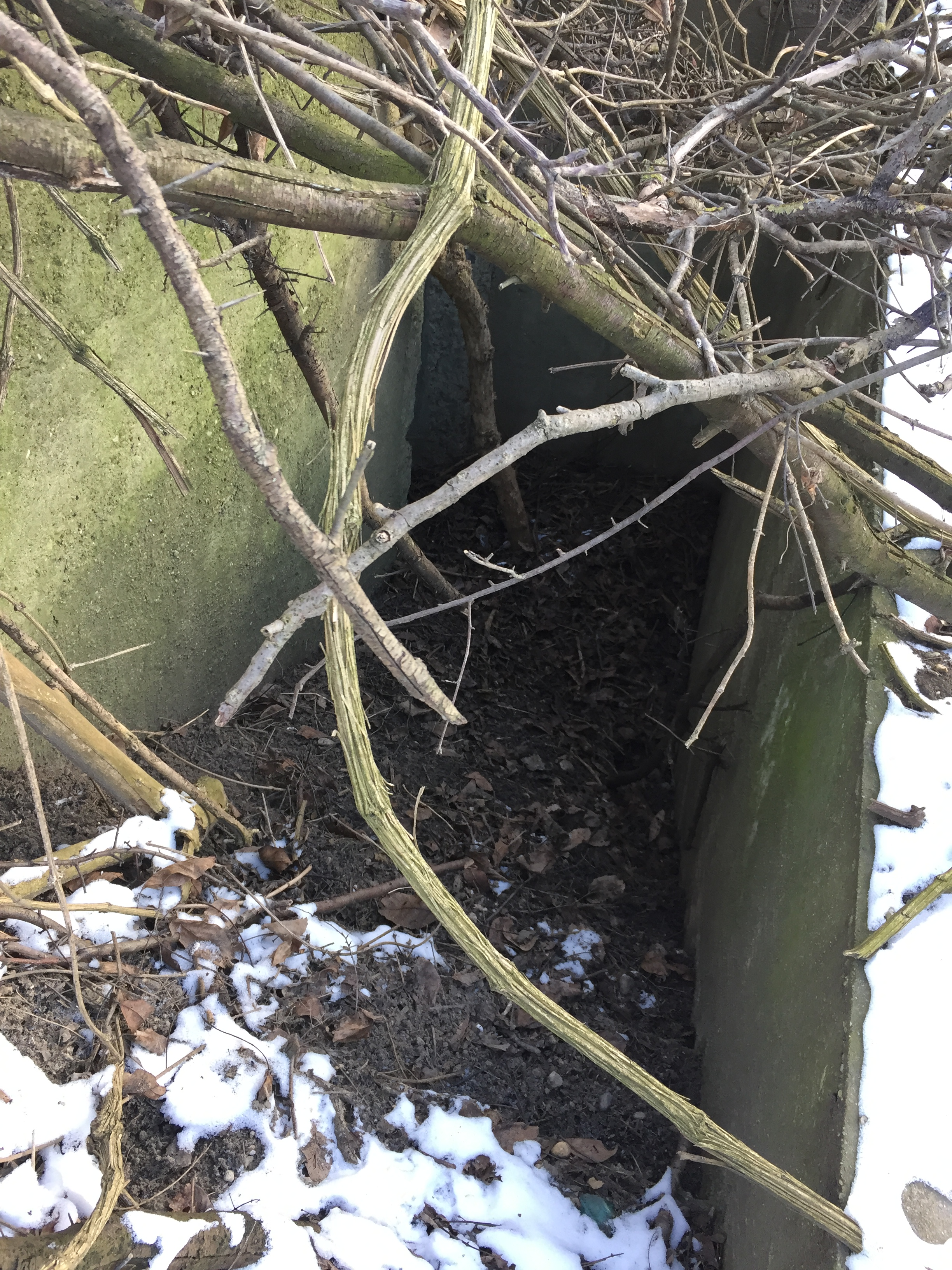
Splitterschutzgraben (Bunker)
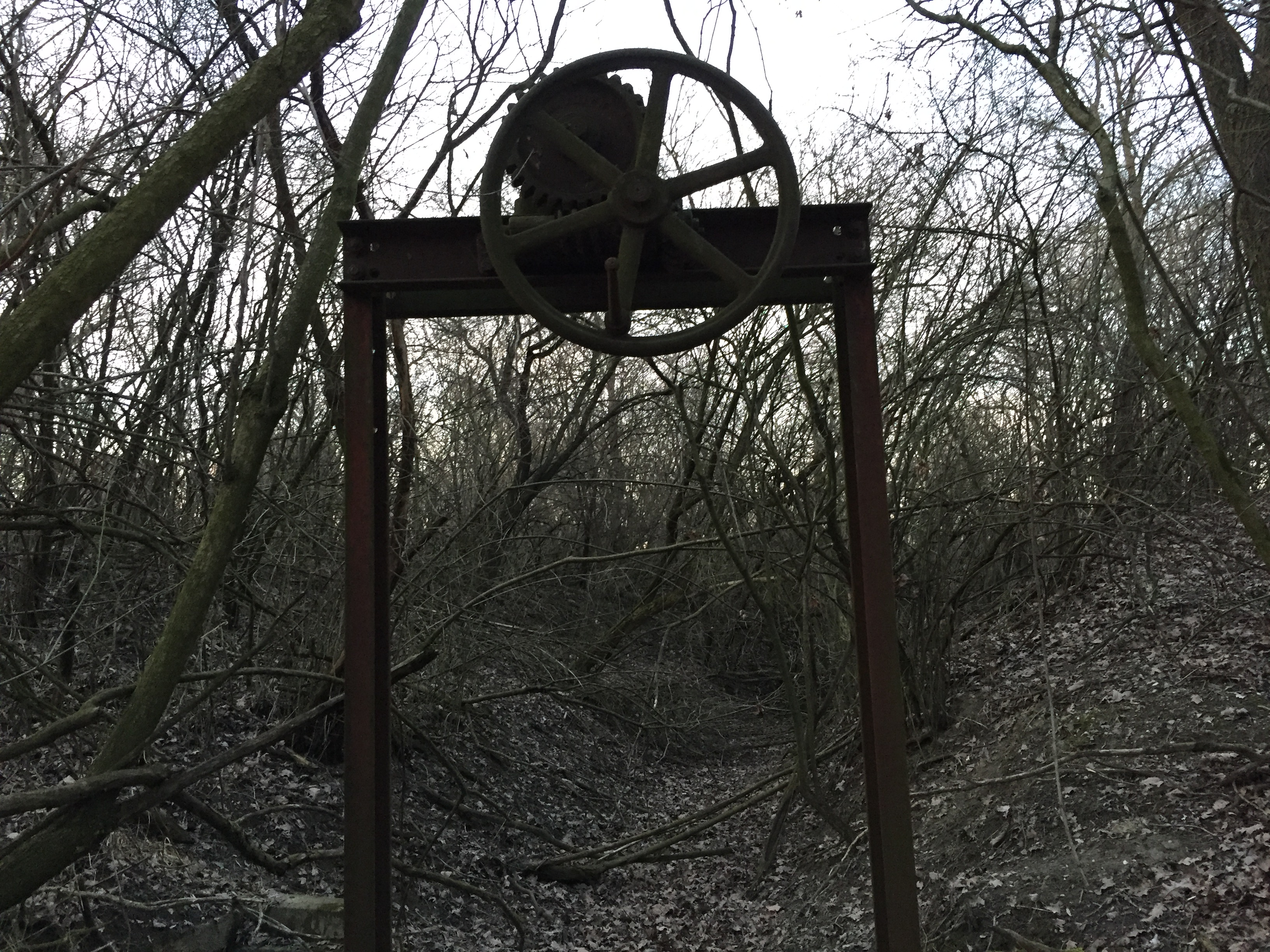
Anlagenteile
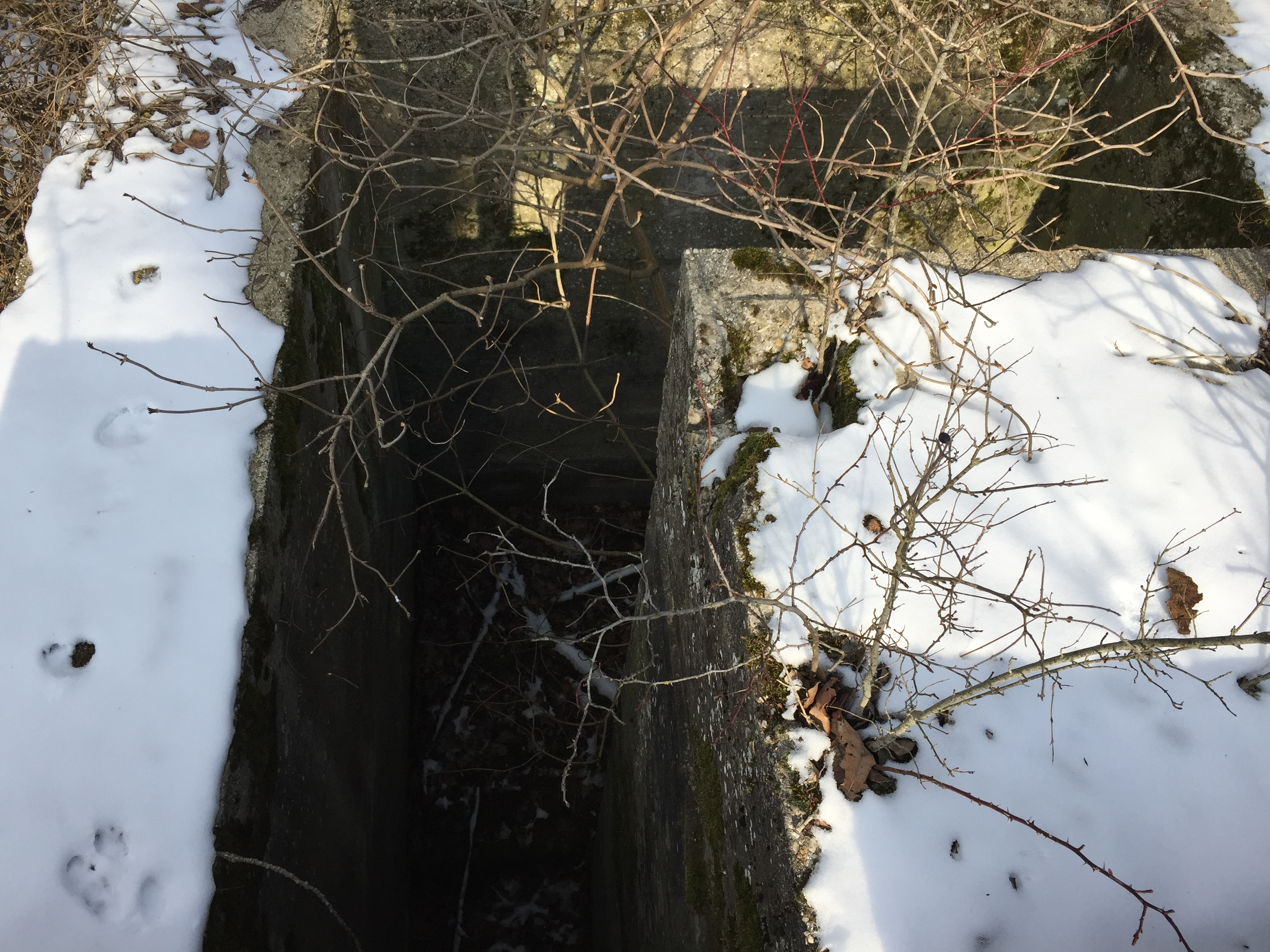
Industrielle Anlagen
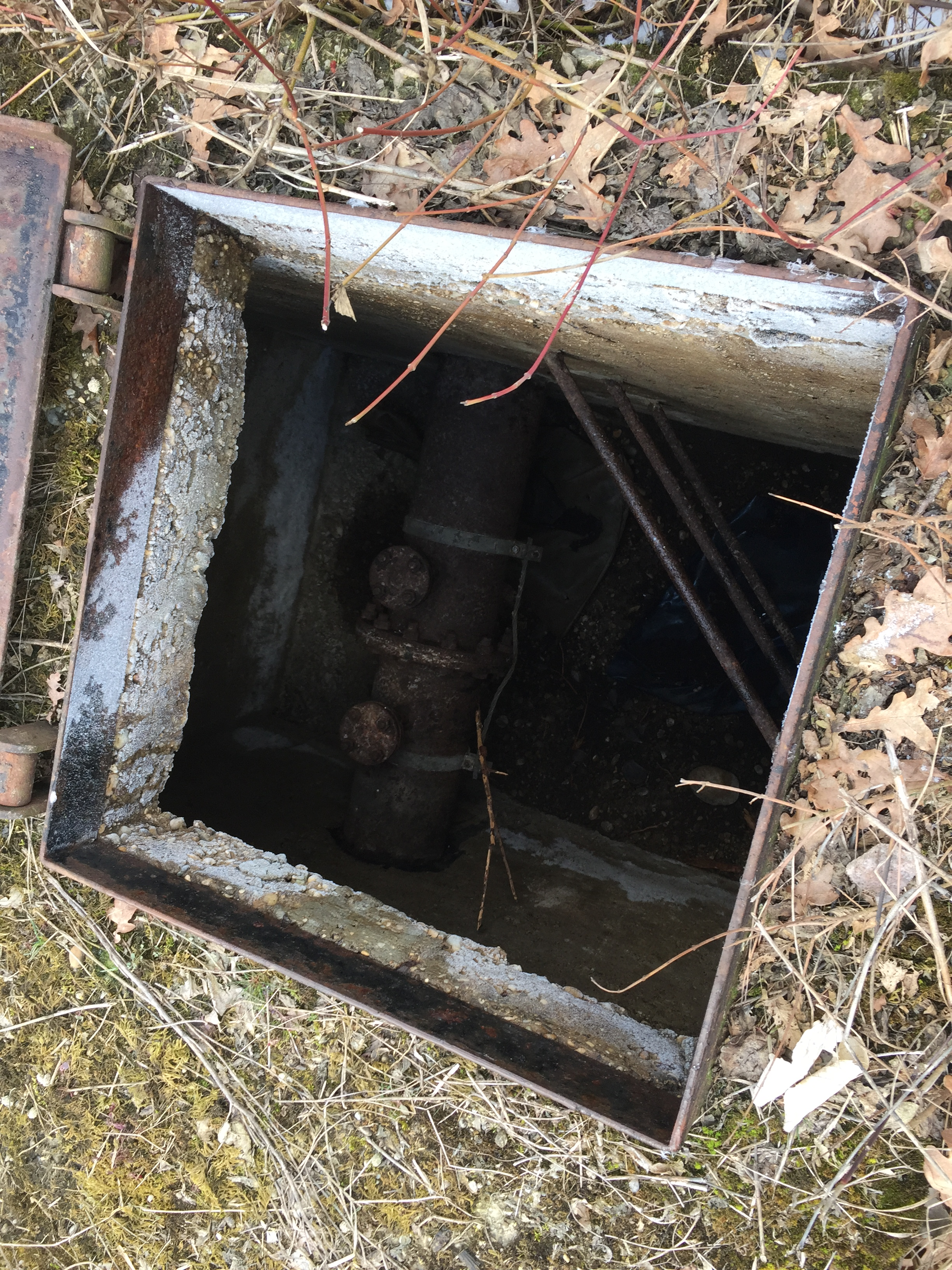
Einstiegsschacht